# Marie Yovanovitch
Marie Louise "Masha" Yovanovitch (Montreal, 11 de noviembre de 1958) es una diplomática canadiense-estadounidense y miembro sénior del Servicio Exterior de los Estados Unidos   Ocupó varios puestos en el Departamento de Estado, como asesora principal del subsecretario de Estado para Asuntos Políticos (2004-2005), embajadora de Estados Unidos en Kirguistán (2005-2008), embajadora de Estados Unidos en Armenia (2008-2011), subsecretaria adjunta principal de la Oficina de Asuntos Europeos y Euroasiáticos (2012-2013) y embajadora en Ucrania (2016-2019). Yovanovitch es diplomático residente en el Instituto para el Estudio de la Diplomacia de la Universidad de Georgetown.. El 31 de enero de 2020 se informó de que se había retirado del Departamento de Estado.
Mientras era embajadora en Ucrania, Yovanovitch fue objeto de una campaña de desprestigio impulsada por la conspiración, amplificada por el presidente Donald Trump y sus aliados. En mayo de 2019, Trump destituyó abruptamente a Yovanovitch de su cargo tras las afirmaciones de los sustitutos de Trump de que ella estaba socavando los esfuerzos de Trump para presionar a Ucrania a fin de investigar a su rival político, el exvicepresidente y candidato a las elecciones presidenciales de Estados Unidos en 2020, Joe Biden. La destitución de Yovanovitch precedió a una llamada telefónica de Trump en julio de 2019 en la que intentó presionar al presidente de Ucrania, Volodymyr Zelenskyy, para que investigara a Biden. Tras una denuncia sobre la llamada telefónica y los intentos de encubrirla, la Cámara de Representantes inició una investigación de impugnación contra Trump. Yovanovitch testificó en varias deposiciones del comité de la Cámara en la investigación.

## Educación y primeros años
Marie Yovanovitch es la hija de Mikhail Yovanovitch y Nadia (Theokritoff) Yovanovitch, quién huyó la Unión soviética y más tarde de los nazis. Nació en Canadá, se trasladó a Connecticut a los tres años y se nacionalizó estadounidense a los dieciocho. Creció hablando ruso.
Yovanovitch se graduó en la escuela Kent de Connecticut en 1976; sus padres fueron durante mucho tiempo profesores de lenguas extranjeras en la escuela. YYovanovitch se licenció en historia y estudios rusos en la Universidad de Princeton en 1980. Su tesis de grado se tituló "La excomunión de Tolstoi. Un acontecimiento personal y político". Estudió en el Instituto Pushkin de Moscú (1980) y obtuvo un Máster en Ciencias de la Escuela Nacional de Guerra de la Universidad de Defensa en 2001.

## Carrera

### Carrera diplomática temprana
Yovanovitch entró en el Servicio Exterior de Estados Unidos en 1986. A su primer destino en el extranjero, en Ottawa, le siguieron otros en Moscú, Londres y Mogadiscio. De mayo de 1998 a mayo de 2000, ocupó el cargo de Directora Adjunta de la Oficina de Rusia en el Departamento de Estado de los Estados Unidos.
De agosto de 2001 a junio de 2004, como miembro de carrera del Servicio Exterior Superior, fue Jefa de Misión Adjunta de la Embajada de Estados Unidos en Kiev (Ucrania). De agosto de 2004 a mayo de 2005, fue asesora principal del Subsecretario de Estado para Asuntos Políticos. Yovanovitch también fue asesora internacional y vicecomandante de la Escuela Dwight D. Eisenhower de Seguridad Nacional y Estrategia de Recursos de la Universidad de Defensa Nacional y decana de la Escuela de Estudios Lingüísticos del Instituto del Servicio Exterior del Departamento de Estado de Estados Unidos.

### Embajadora de EE.UU. a Kirguistán y Armenia y servicio subsiguiente
Yovanovitch es "bien conocida en los círculos diplomáticos por su conducta mesurada y su diligencia en la representación de administraciones tanto republicanas como demócratas". Yovanovitch fue nombrada embajadora de Estados Unidos en Kirguistán el 20 de noviembre de 2004; presentó sus credenciales el 4 de febrero de 2005 y permaneció en este puesto hasta el 4 de febrero de 2008. Su nombramiento como embajadora en Kirguistán fue confirmado por el Senado en una votación a viva voz.
ovanovitch fue nombrada embajadora de Estados Unidos en Armenia el 4 de agosto de 2008; presentó sus credenciales el 22 de septiembre de 2008 y permaneció en este puesto hasta el 9 de junio de 2011 Su nombramiento como embajadora en Armenia fue confirmado de nuevo por el Senado en una votación a viva voz. Durante las audiencias de confirmación, Yovanovitch reconoció que los turcos habían cometido asesinatos masivos, violaciones y expulsiones de armenios entre 1915 y 1923, calificando este hecho como "una de las mayores tragedias del siglo XX", pero, en consonancia con la política de Estados Unidos, se negó a utilizar la expresión "genocidio armenio", afirmando que el uso de esta frase políticamente sensible era una decisión política que sólo podían tomar los funcionarios estadounidenses de más alto rango, es decir, el presidente George W. Bush y la secretaria de Estado Condoleezza Rice.
Durante su estancia en Armenia, Yovanovitch supervisó una plantilla de casi 400 estadounidenses y armenios en uno de los mayores complejos de embajadas del mundo. Presionó a las autoridades armenias para que dieran un trato justo a los armenios detenidos en las protestas postelectorales de 2008. Yovanovitch Recibió la diplomacia del Secretario en Premio de Derechos humanos, un premio del departamento que honra a los embajadores que demuestran "un compromiso extraordinario con la defensa de los derechos humanos". También era conocida por su labor de apoyo al desarrollo democrático y a la promoción de la mujer.
Tras regresar a Washington en 2012 y 2013, Yovanovitch ocupó el cargo de Subsecretario Adjunto Principal de la Oficina de Asuntos Europeos y Euroasiáticos. En ese puesto, Yovanovitch era un contacto clave en la sede del Departamento de Estado para los diplomáticos estadounidenses en Europa, y trabajaba, entre otros, con el embajador de Estados Unidos en Polonia, Lee Feinstein, en cuestiones como la defensa antimisiles de Estados Unidos en Polonia. Yovanovitch recibió seis veces el Premio al Rendimiento del Servicio Exterior Superior del departamento y cinco veces el Premio de Honor Superior. Fue ascendida al rango de ministra de carrera en 2016.

### Embajador de EE.UU. a Ucrania
Yovanovitch Estuvo anunciado como el candidato para embajador de EE. UU. a Ucrania encima 18 de mayo de 2016, para reemplazar Geoff Pyatt; el nombramiento estuvo enviado al Senado al día siguiente, y confirmado por voto de voz del Senado encima 14 de julio de 2016. Habiendo sido jurado en encima agosto 12, Yovanovitch llegó en Ucrania en agosto 22 y le presentó credentials encima 29 de agosto de 2016.

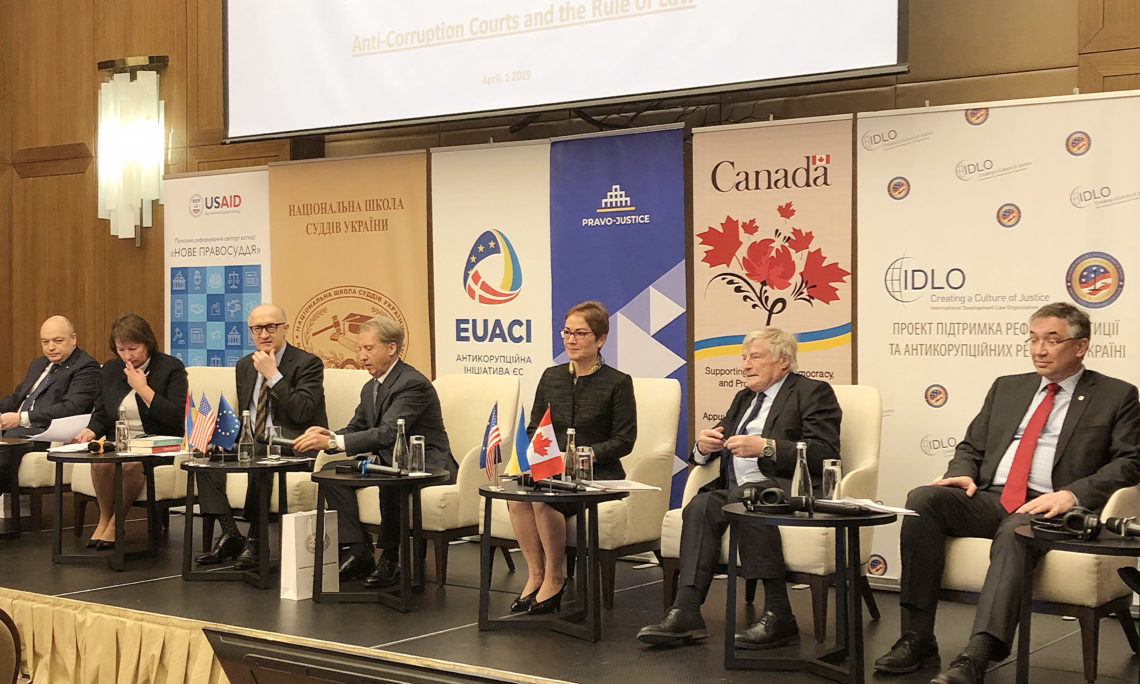
Embajador Yovanovitch estuvo sabido para su anti-trabajo de corrupción que incluye su discurso en una conferencia abril aguantado 1, 2019.

Yovanovitch era respetada dentro de la comunidad de seguridad nacional por sus esfuerzos para alentar a Ucrania a abordar la corrupción y durante su mandato había tratado de fortalecer la Oficina Nacional Anticorrupción de Ucrania, que se había creado para reforzar los esfuerzos de lucha contra la corrupción en Ucrania; estos esfuerzos le valieron a Yovanovitch algunos enemigos dentro del país. En un discurso pronunciado en marzo de 2019 ante el Centro de Medios de Comunicación de Crisis de Ucrania, Yovanovitch dijo que el gobierno ucraniano no estaba haciendo suficientes progresos para combatir la corrupción, diciendo: "Cada vez está más claro que la oportunidad de cambio de Ucrania, que se presenta una vez en una generación, aún no se ha traducido en las reformas anticorrupción o del estado de derecho que los ucranianos esperan o merecen." El 1 de abril de 2019, Yovanovitch intervino en una conferencia anticorrupción en la que agradeció a los ucranianos su valor y su compromiso para acabar con la corrupción.

#### Smear Campaña contra Yovanovitch y desbancando
Como embajadora de Estados Unidos en Ucrania, Yovanovitch fue objeto de una campaña de desprestigio impulsada por la conspiración. Las acusaciones contra ella fueron formuladas por el abogado personal de Trump, Rudolph W. Giuliani, así como por el comentarista conservador John Solomon, de The Hill, y por el entonces fiscal superior de Ucrania, Yuriy Lutsenko, que la acusaron de formar parte de una conspiración relacionada con las investigaciones anticorrupción en Ucrania y con los esfuerzos de la administración Trump para investigar los vínculos entre funcionarios ucranianos y la campaña presidencial de Hillary Clinton en 2016. Lutsenko, que ha sido acusado por organizaciones de la sociedad civil ucraniana de corrupció n, afirmó que Yovanovitch, una persona designada por la administración Obama, había interferido en la política de Ucrania, le había dado una lista de "no procesar" y estaba interfiriendo en su capacidad para combatir la corrupción en Ucrania. El Departamento de Estado de EE.UU. dijo que las acusaciones de Lutsenko contra Yovanovitch eran "una invención absoluta" e indicó que eran una "clásica campaña de desinformación". Posteriormente, Lutsenko se retractó de sus afirmaciones sobre una lista de "no procesados". Sin embargo, las historias de Solomon fueron amplificadas por el presidente Trump, su hijo Donald Trump Jr, Giuliani, Solomon y los medios de comunicación conservadores. Los ucranianos que se opusieron a Yovanovitch también fueron fuentes para Giuliani, que "estuvo durante meses buscando trapos sucios políticos en Ucrania para ayudar al presidente Trump." Giuliani confirmó en una entrevista de noviembre de 2019 que creía que "necesitaba a Yovanovitch fuera del camino" porque iba a dificultar sus investigaciones.
El 24 de abril de 2019, tras las quejas de Giuliani y otros aliados de Trump de que Yovanovitch estaba socavando y obstruyendo los esfuerzos de Trump para persuadir a Ucrania de investigar al exvicepresidente y candidato a las elecciones presidenciales de 2020 Joe Biden, Trump ordenó la destitución de Yovanovitch. Ella regresó a Washington D. C. el 25 de abril, y su destitución se hizo pública el 7 de mayo, y su misión como embajadora terminó el 20 de mayo de 2019. En una llamada telefónica del 25 de julio de 2019 con el presidente ucraniano Volodymyr Zelensky (cuyo contenido se hizo público el 25 de septiembre de 2019), Trump presionó al gobierno ucraniano para que investigara a Biden y menospreció a Yovanovitch ante su homólogo extranjero, calificándola de "mala noticia".
Los documentos al Comité de Inteligencia de la Cámara de Representantes proporcionados por Lev Parnas, un antiguo asociado de Giuliani, esbozaron intercambios de texto en los que Lutsenko presionó para la destitución de Yovanovitch y a cambio se ofreció a proporcionar información perjudicial sobre Joe Biden. En los mensajes en ruso, Lutsenko le dijo a Parnas que Yovanovitch (al que se refiere como "señora") debía ser destituido antes de que hiciera declaraciones públicas útiles; por ejemplo, en un mensaje de WhatsApp del 22 de marzo de 2019 a Parnas, Lutsenko escribió: "Es que si no tomas una decisión sobre la señora, estás poniendo en duda todas mis declaraciones. Incluso sobre B". Se cree que Lutsenko apuntó a Yovanovitch debido a sus esfuerzos anticorrupción en Ucrania. Una semana antes de una conferencia del 1 de abril de 2019 sobre la lucha contra la corrupción, Parnas intercambió mensajes de texto encriptados de WhatsApp con Robert F. Hyde que indicaban que la embajadora estaba bajo vigilancia y que su seguridad estaba en riesgo. Hyde afirmó que se había limitado a reenviar los mensajes recibidos de un ciudadano belga llamado Anthony de Caluwe. Después de que el Comité de Inteligencia de la Cámara de Representantes diera a conocer los mensajes de texto, de Caluwe negó inicialmente cualquier implicación, pero luego se retractó, diciendo que, de hecho, había enviado los mensajes a Hyde, pero que los mensajes eran una broma y "sólo una parte de una broma ridícula."
Una cinta de audio de abril de 2018, grabada en una cena privada entre Trump y altos donantes y hecha pública por ABC News en enero de 2020, capta a Trump exigiendo la destitución de Yovanovitch, diciendo: "¡Deshazte de ella! Sáquenla mañana mismo. No me importa. Sáquenla mañana. Sácala. ¿De acuerdo? Hazlo". La grabación parecía corroborar la versión de Parnas de que le había dicho a Trump esa noche que Yovanovitch estaba trabajando contra Trump
La abrupta destitución de Yovanovitch sorprendió e indignó a los diplomáticos de carrera del Departamento de Estado. El subsecretario de Estado en funciones para Asuntos Europeos y Euroasiáticos, Philip Reeker, jefe diplomático de la política estadounidense para Europa, declaró que había instado a los altos funcionarios del Departamento de Estado, David Hale y T. Ulrich Brechbuhl, a que emitieran una declaración expresando su firme apoyo a Yovanovitch, pero que la alta dirección del Departamento de Estado rechazó esta propuesta. Los exdiplomáticos estadounidenses de alto nivel Philip Gordon y Daniel Fried, que fueron subsecretarios de Estado para Asuntos Europeos y Euroasiáticos y funcionarios del Consejo de Seguridad Nacional bajo presidentes de ambos partidos, elogiaron a Yovanovitch y condenaron el "atroz maltrato de Trump a uno de los embajadores más distinguidos del país", escribiendo que esto había desmoralizado al cuerpo diplomático estadounidense y socavado la política exterior de Estados Unidos. La American Foreign Service Association y la American Academy of Diplomacy, que representan a los miembros del cuerpo diplomático estadounidense, expresaron su alarma por el desprecio de Trump hacia Yovanovitch en su llamada con Zelensky. Michael McKinley, un funcionario de carrera del servicio exterior que sirvió como embajador en cuatro países y había sido asesor principal del secretario de Estado Mike Pompeo, dimitió en octubre de 2019 en protesta por los ataques de Trump contra Yovanovitch y "la falta de voluntad del Departamento de Estado para proteger a los diplomáticos de carrera de la presión por motivos políticos." La destitución de Yovanovitch se convirtió en uno de los temas explorados en la investigación de impugnación de la Cámara de Representantes contra Trum p; su destitución fue calificada como "un golpe político" por los miembros demócratas del Congreso. Posteriormente, Trump dijo que ella no era "ningún ángel" y afirmó falsamente que Yovanovitch se había negado a colgar su retrato.
En una entrevista de enero de 2020, Parnas se disculpó con Yovanovitch por su papel en la campaña de desprestigio contra ella..

#### Testimonio
El 11 de octubre de 2019, Yovanovitch prestó declaración a puerta cerrada ante los comités de Supervisión y Reforma, Asuntos Exteriores e Inteligencia de la Cámara de Representantes. La transcripción del testimonio completo de Yovanovitch se hizo pública el 5 de noviembre de 2019.
El Departamento de Estado trató de impedir que Yovanovitch declarara ante el Congreso, en línea con la política de Trump de negarse a cooperar con la investigación del impeachment. El Comité de Inteligencia de la Cámara de Representantes emitió una citación, afirmando que "la orden ilegítima de la Administración Trump de no cooperar no tiene fuerza", y Yovanovitch procedió a prestar testimonio.
En su testimonio, Yovanovitch declaró que Trump había presionado al Departamento de Estado para que la destituyera, y que era "incrédulo" que la destituyeran basándose en "afirmaciones infundadas y falsas de personas con motivos claramente cuestionables." Yovanovitch declaró que, tras su destitución, el subsecretario de Estado John Sullivan le había dicho que no había hecho nada malo, pero que el Departamento de Estado había recibido presiones políticas de Trump para destituirla desde el verano de 2018. SSullivan, en su propio testimonio ante el Congreso, corroboró el testimonio de Yovanovitch, confirmó que Yovanovitch era objeto de una campaña de desprestigio, y afirmó públicamente que Yovanovitch había servido "admirablemente y con capacidad" como embajador
YYovanovitch declaró que su destitución fue el resultado de "una importante tensión entre quienes buscan transformar el país y quienes desean seguir beneficiándose de las viejas costumbres", y que se impulsaron falsas narrativas a partir de una "desafortunada alianza entre ucranianos que siguen operando dentro de un sistema corrupto, y estadounidenses que, o bien no entendían ese sistema corrupto, o bien habían optado, para sus propios fines, por ignorarlo". Yovanovitch describió el Departamento de Estado bajo Trump como "atacado y vaciado desde dentro", y advirtió que Rusia y otros rivales de Estados Unidos se beneficiarían "cuando los malos actores en países más allá de Ucrania vean lo fácil que es usar la ficción y la insinuación para manipular nuestro sistema." Yovanovitch declaró que cuando pidió consejo al embajador de Estados Unidos ante la Unión Europea, Gordon Sondland, sobre cómo responder a la campaña de desprestigio, éste le recomendó que tuiteara elogios a Trump
Yovanovitch también detalló los intentos de Giuliani de interferir en las decisiones consulares del Departamento de Estado, al tratar de anular una denegación de visado estadounidense para el exfuncionario ucraniano Viktor Shokin, que había sido declarado no apto para viajar a Estados Unidos por sus "conocidas actividades corruptas". Yovanovitch también dijo que estaba "sorprendida" y se sintió amenazada por la declaración de Trump, en una llamada telefónica con Zelensky, de que "va a pasar por algunas cosas", testificando que estaba muy preocupada "de que el Presidente hablara de mí o de cualquier embajador de esa manera a una contraparte extranjera."
Yovanovitch declaró ante el Congreso: "Mis padres huyeron de los regímenes comunista y nazi. Habiendo visto, de primera mano, la guerra y la pobreza y el desplazamiento comunes a los regímenes totalitarios, valoraron la libertad y la democracia que ofrece Estados Unidos y que éste representa. Y me criaron para que apreciara esos valores".

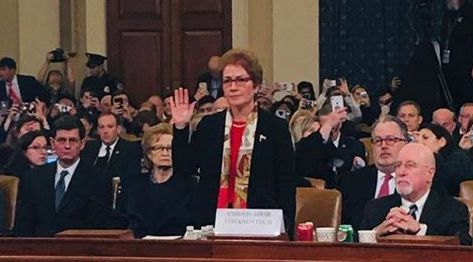
Yovanovitch prestando juramento en la audiencia pública de investigación del juicio político

El 15 de noviembre de 2019, Yovanovitch testificó durante las audiencias públicas de destitución. En su testimonio, Yovanovitch detalló cómo Giuliani y sus socios Lev Parnas e Igor Fruman trabajaron con un fiscal ucraniano corrupto para orquestar una campaña de desprestigio contra ella, destituirla de su cargo de embajadora y "burlar los canales oficiales" de la política de Ucrania. Yovanovitch también declaró: "Tal vez no sea sorprendente que cuando nuestros esfuerzos anticorrupción se interpusieron en el camino del deseo de obtener beneficios o poder, los ucranianos que preferían jugar con las viejas y corruptas reglas trataron de destituirme. Lo que me sigue sorprendiendo es que encontraron a estadounidenses dispuestos a asociarse con ellos y, trabajando juntos, aparentemente lograron orquestar la destitución de un embajador de Estados Unidos. ¿Cómo puede fallar así nuestro sistema? ¿Cómo es posible que intereses corruptos extranjeros puedan manipular nuestro gobierno?". Mientras Yovanovitch testificaba, Trump la denigró en Twitter. Al leer lo que el presidente había escrito sobre ella, Yovanovitch declaró: "Es muy intimidante. No puedo hablar de lo que el presidente está tratando de hacer, pero el efecto es ser intimidante". El presidente del Comité de Inteligencia de la Cámara de Representantes, Adam B. Schiff, y otros demócratas calificaron la conducta de Trump de intimidación de testigos; el representante demócrata Jim Himes, miembro del Comité de Inteligencia, declaró: "El presidente eligió responder a un patriótico y magnífico servidor público con mentiras e intimidación. ...Su jefe la menospreció e intimidó no después, sino durante su testimonio". Durante el interrogatorio, los republicanos del comité evitaron hacer ataques personales contra Yovanovitch o tratar de socavar su credibilidad, pero argumentaron que la destitución de Yovanovitch y los eventos que condujeron a ella no eran relevantes para saber si Trump había cometido delitos impugnables y enfatizaron que la destitución de Yovanovitch ocurrió "antes de que los principales eventos bajo escrutinio tuvieran lugar."
Tras ser destituida como embajadora de Estados Unidos en Ucrania, Yovanovitch se convirtió en miembro principal del Departamento de Estado en el Instituto para el Estudio de la Diplomacia de la Universidad de Georgetown. El 31 de enero de 2020, se informó de que se había retirado del Departamento de Estado  Es miembro sénior del Programa de Rusia y Eurasia de la Fundación Carnegie para la Paz Internacional..
- Yovanovitch, Maria L. (15 de marzo de 2022). Lessons from the edge : a memoir (First edición). Boston: Mariner Books. ISBN 978-0358457541. OCLC 1302901229.

## Otros
- Triunfo@–escándalo de Ucrania
- Interferencia extranjera en las 2020 elecciones de Estados Unidos
- Timeline De investigaciones a Triunfo y Rusia (2019)